# Рьё, Андре (старший)
Андре Рьё (старший) (фр. André Rieu sr., настоящее имя Андрис Антони Рьё, нидерл. Andries Antonie Rieu; 12 мая 1917, Харлем — 4 февраля 1992, Маастрихт) — нидерландский дирижёр. Отец Андре Рьё.
Родился в семье Петруса Николаса Рьё (1891—1949), владевшего в Харлеме пивоварней; прапрадед музыканта перебрался в Нидерланды из Франции в 1831 году. Учился в Утрехтской, затем в Амстердамской консерваториях, в том числе у Виллема ван Оттерлоо.
В 1946—1949 гг. возглавлял камерный оркестр Нидерландского радио. В 1949 году возглавил Маастрихтский городской оркестр; под руководством Рьё оркестр в 1955 году перешёл из городского подчинения в провинциальное и был преобразован в Лимбургский симфонический оркестр. Рьё руководил коллективом до 1980 года, его руководство ознаменовалось большой ролью французского репертуара, интересом к современной музыке. Об эпохе Рьё в Лимбургском оркестре вспоминают как о времени, полном конфликтов в связи с его высокой требовательностью.
Рьё-старший оставил ряд записей с камерным составом Оркестра Консертгебау и другими нидерландскими камерными оркестрами, преимущественно музыки XVIII века (Вивальди, Бах, Гендель, Телеман и др.), с участием таких солистов, как Тео Олоф, Франс Брюгген, Густав Леонхардт и др.